# Fire Wind
Fire Wind е вторият студиен албум на немската рок група Electric Sun. Издаден е през 1980 г., от Metronome GMBH.

## Състав
- Ули Джон Рот – китара, вокали
- Уле Ритген – бас
- Сидхата Гаутама – барабани